# ناشر هندي
الناشر الهندي (الاسم العلمي: Naja naja) (بالإنجليزية: Indian cobra)‏، هو نوع من الزواحف تتبع جنس الناشرات الحقيقية من فصيلة الرحيات. ثعبان سام يعيش في شبه القارة الهندية، وهو من أكثر الثعابين التي تلدغ البشر في الهند، ولهذا الثعبان وجود كبير في ثقافة الهنود وأساطيرهم، وهو من الحيوانات التي وضعت تحت حماية القانون في الهند منذ عام 1972.

## الوصف والشكل

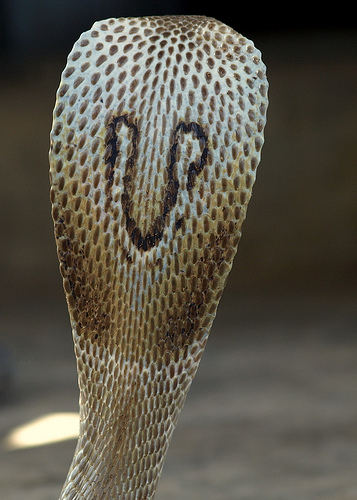
يوجد على مؤخرة رأس الناشر الهندي شكل مميز يشبه النظارة.

يبلغ متوسط طول الناشر الهندي 1.9 مترا تقريبا، وقد يصل في بعض الحالات النادرة إلى طول 2.4 مترا، وأكثر ما يميز الناشر الهندي شكل رأسها عندما تشعر بالتهديد أو الخطر، حيث ترفع الجزء الأمامي من جسدها وتمدد بعض ضلوع رقبتها، فيصبح الجزء الأمامي منها واسعا متمددا يسمى «القلنسوة». أما ألوان الناشر الهندي فيختلف من فرد لآخر، كما يوجد على مؤخرة رأسها شكل مميز هو دائرتان موصولتان بخط مائل يصل بينهما مكونتان بذلك ما يشبه شكل النظارة.

## نطاق الانتشار والموطن
الموطن الأصلي للناشر الهندي هو شبه القارة الهندية، والذي يضم اليوم كلاً من باكستان والهند وبنغلاديش وسريلانكا، ويمكن إيجادها في السهول والأدغال والحقول المفتوحة وحتى في المناطق المأهولة بالسكان بكثافة، وتعيش هذه الأفاعي على ارتفاع يتراوح ما بين مستوى سطح البحر وحتى 2000 متر فوق سطح البحر.
يتغذى الناشر الهندي عادة على القوارض والضفادع والطيور وعلى الأفاعي الأخرى، وغذاؤها على الجرذان يدفعها للتوجه إلى المناطق المأهولة بالبشر بما فيها المزارع والضواحي والأرياف.

## التكاثر
الناشر الهندي من الحيوانات البياضة، وتضع بيضها بين شهري نيسان وتموز، إذ تضع الأنثى عشر بيضات إلى ثلاثين بيضة في جحور الجرذان أو حفر النمل الأبيض، وتفقس هذه البيوض بعد ثمانية وأربعين يوما إلى تسعة وستين يوما، ويكون طول الأفاعي الصغيرة عشرين سنتمترا إلى ثلاثين، وتكون هذه الصغار مستقلة عن أمها منذ ولادتها ولها غددها السمية الخاصة.

## السم
يحتوي سم الناشر الهندي على سم عصبي قوي (neurotoxin) وسم قلبي (cardiotoxin)، ويعتبر الناشر الهندي الأفعى الأكثر فتكا لحياة البشر في الهند وآسيا كلها.

## في الثقافة الهندية

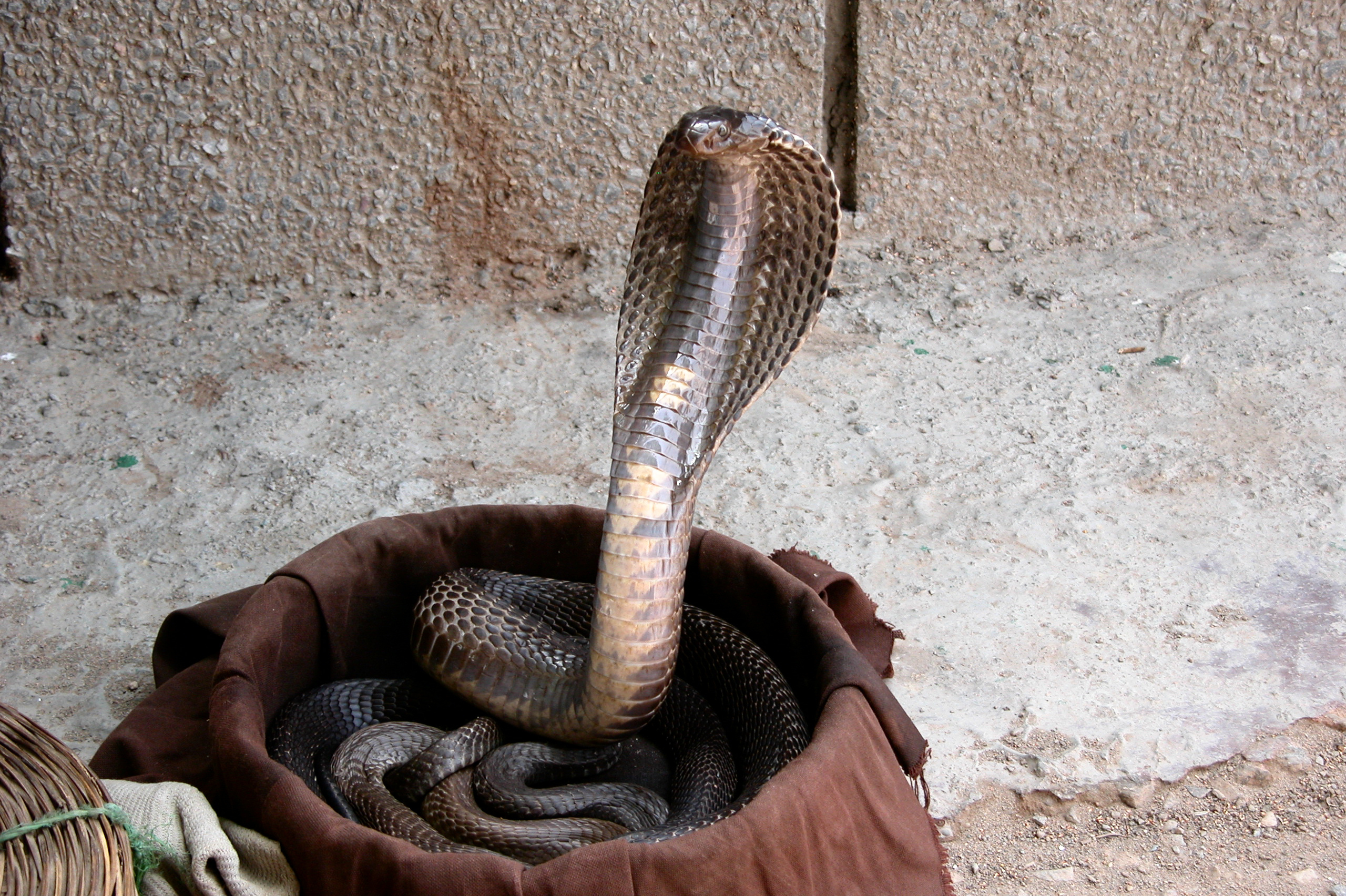
ناشر هندي في سلة

يحظى الناشر الهندي باحترام وخوف كبيرين في الهند، ولها مكانة خاصة في الديانة الهندوسية، حيث يؤمن الهندوس أن الناشر الهندي من الآلهة القوية، وهناك العديد من الأساطير في الهند تدور حول هذه الأفاعي. كما يقوم بعض الهنود بتدريب هذه الثعابين بوضعها في سلات، ثم يقوم المدرب بالعزف على الناي أو المزمار فيقوم الناشر بلحاق الناي برأسها، وللسلامة يقوم المدربون بإزالة السم من أنيابها، ويباع السم بأسعار غالية جدا، كما كان بعض الهنود في الماضي يقيمون مصارعات بين الناشر الهندي وحيوان النمس، إلا أن هذه المصارعات التي كانت تنتهي عادة بقتل الثعبان أصبحت الآن غير شرعية.

## معرض صور

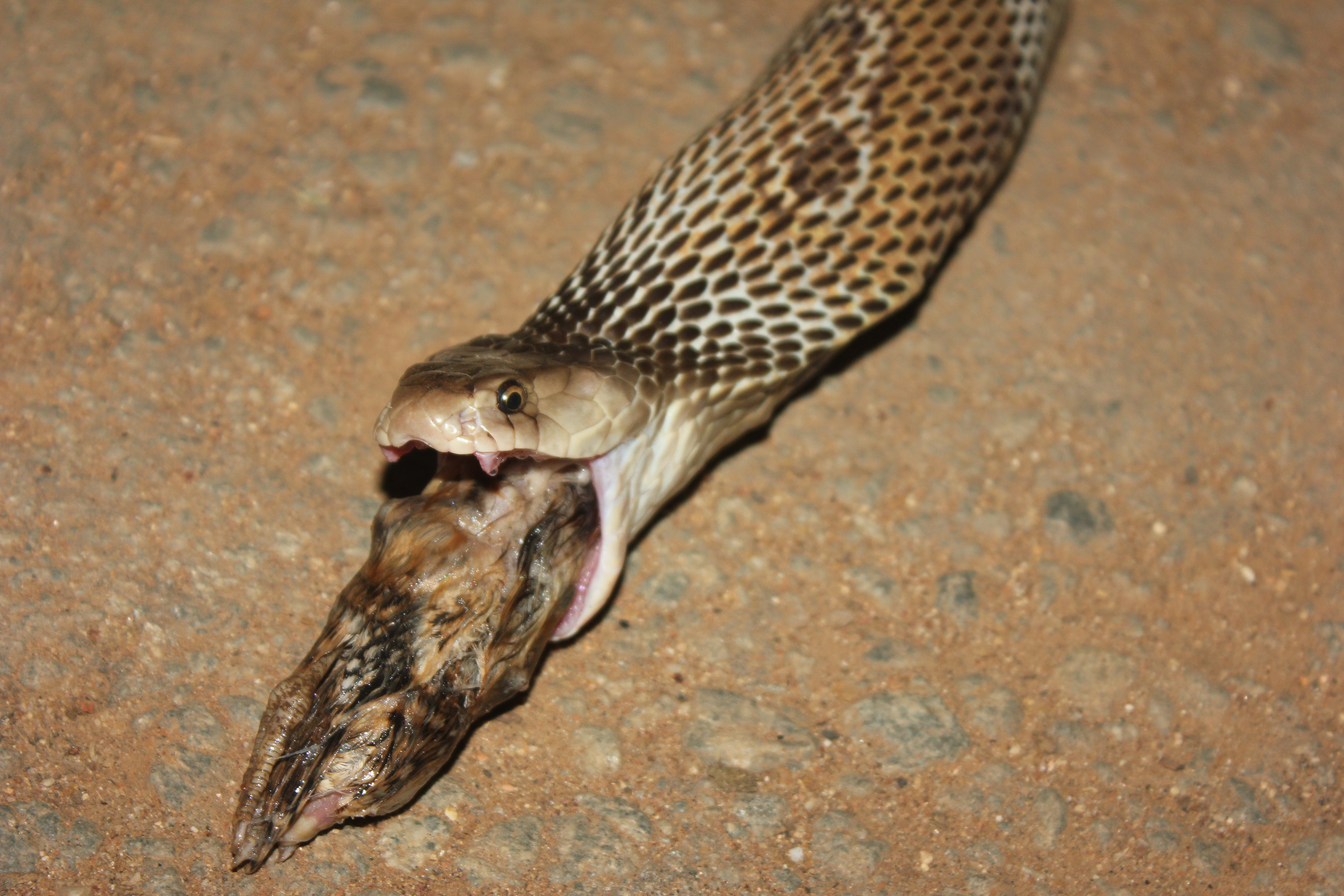
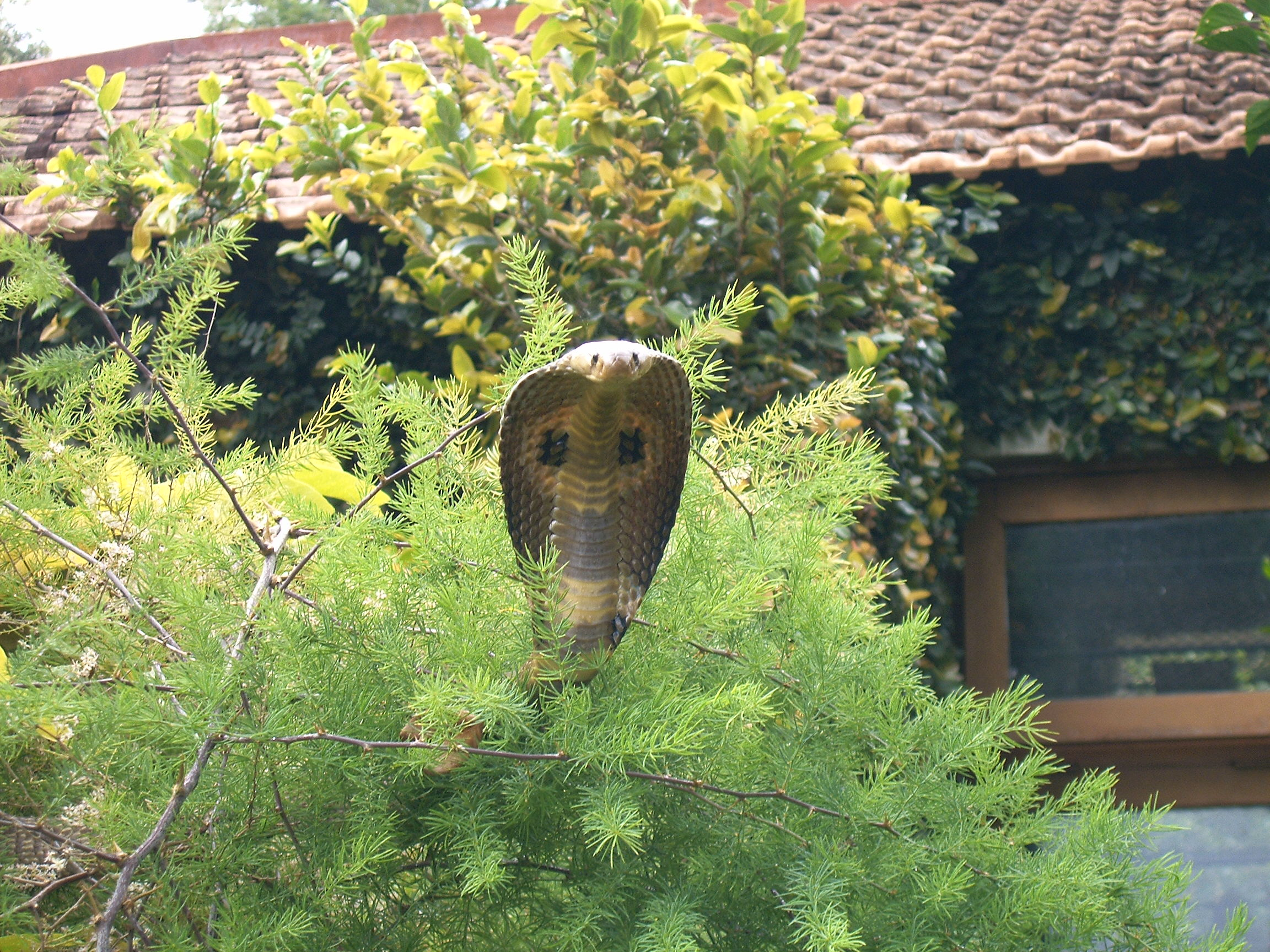
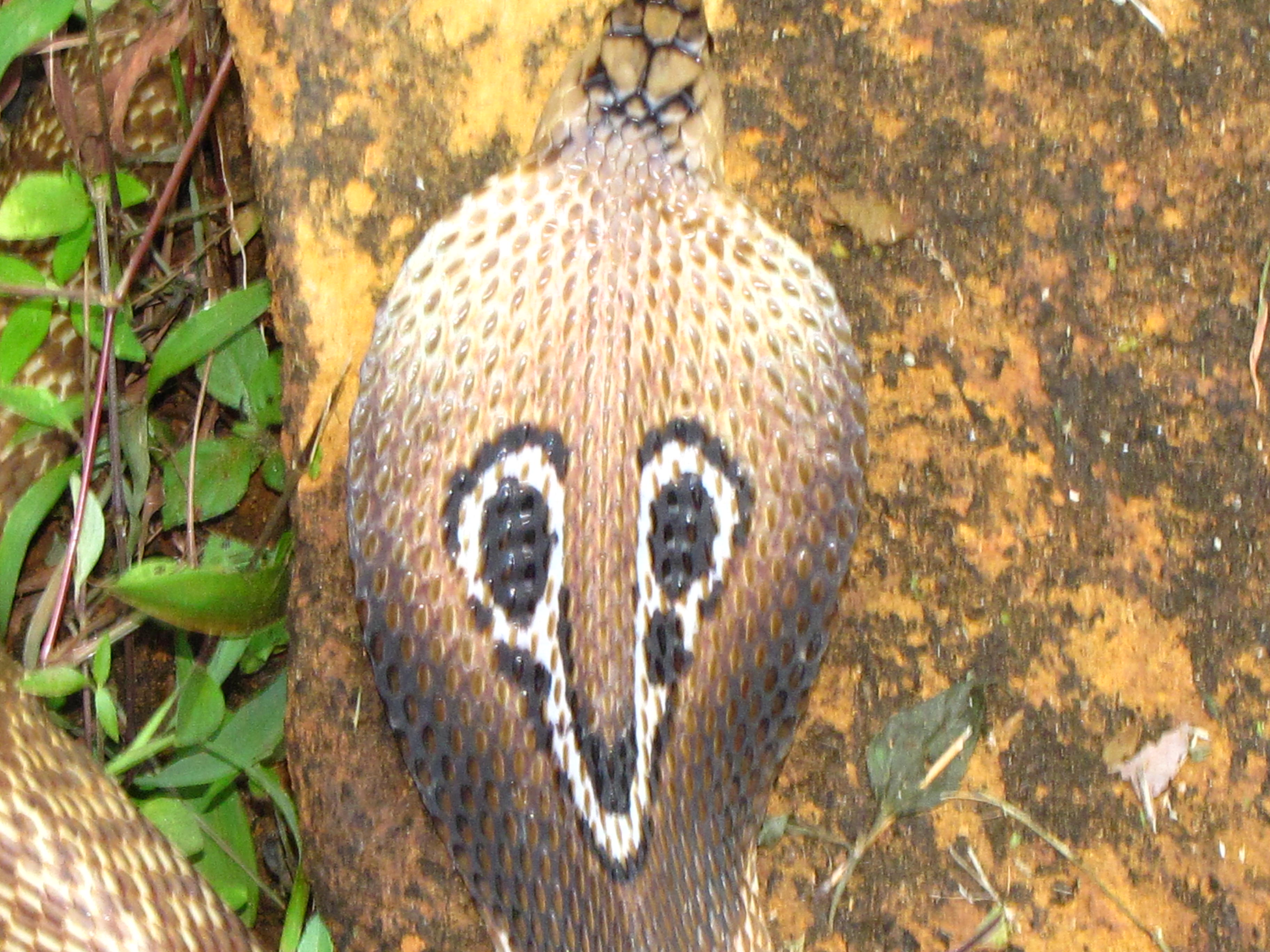
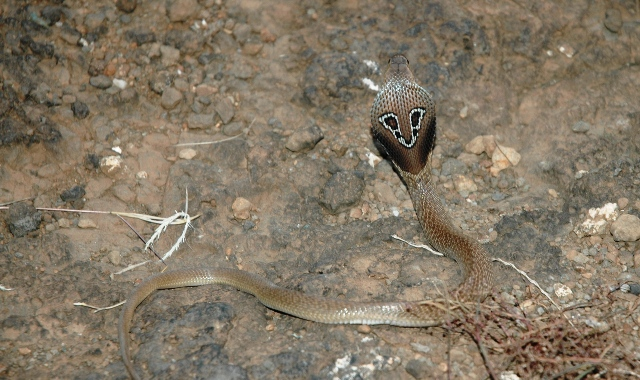